# Punti di base

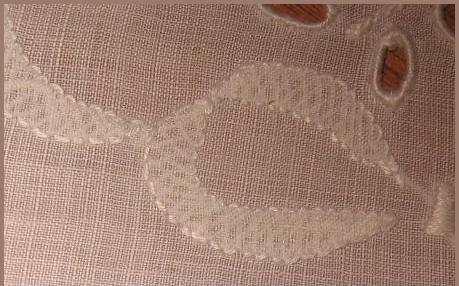
Punto ombra

Nel ricamo si dice punto di base qualsiasi tipo di punto semplice, tutti quelli che determinano sul tessuto una prima idea di decorazione visibile. Decorazione che non è necessariamente complessa o raffinata, ma può presentarsi semplicemente come una cucitura gradevole alla vista.
Chi ricama definisce "punto" non tanto un unico passaggio dell'ago attraverso il tessuto, ma una serie più o meno lunga di passaggi che hanno lunghezza, inclinazione e relazioni tra loro ben precise. Nel cucito, al contrario, quando si dice un punto, si intende realmente un passaggio, uno soltanto, fissato al tessuto.
È un esempio utile il punto ombra illustrato a destra.

## Esecuzione

### Linee

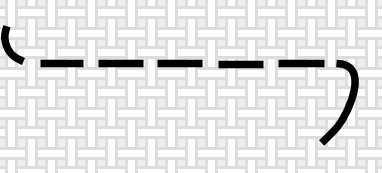
Filza
Da destra a sinistra, passare orizontalmente l'ago sotto la stoffa, per una lunghezza di due o più fili di tessuto. A seconda del disegno, il numero di fili della stoffa lasciati sopra e sotto il filo da ricamo possono essere uguali oppure irregolari. Il ricamo avrà l'aspetto di una linea tratteggiata, più o meno fitta.

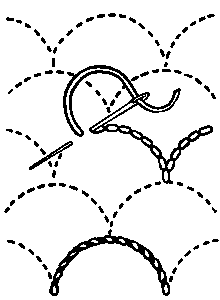
Impuntura

Impuntura o punto indietro
Da destra a sinistra, avendo il filo che esce dalla stoffa alla distanza di un punto a sinistra del punto precedente, tornare indietro infilando l'ago vicino al punto precedente stesso e prendere sull'ago un numero di fili pari al doppio di quanto si è indietreggiato, uscendo quindi a qualche filo di distanza alla sinistra del punto appena realizzato. Sul dritto i punti si susseguono senza interruzioni.

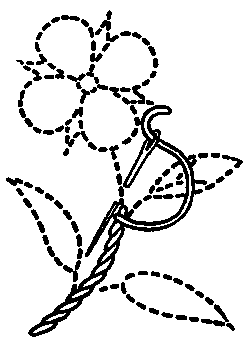
Punto erba

Punt'erba
Da sinistra a destra, andare tre o quattro fili più a destra della fine del punto precedente, e prendere con l'ago il doppio dei fili verso sinistra (fino a metà del punto precedente, pertanto si esce in corrispondenza della fine del punto ancora prima). Sul dritto si avranno punti sbiechi molto vicini. 
Punto a catenella

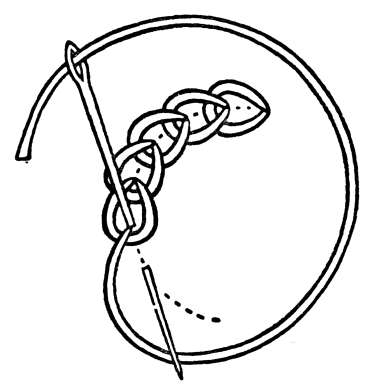
Punto catenella

Dall'alto verso il basso, far uscire l'ago, trattenere il filo con il pollice della mano sinistra, rimettere l'ago nel punto di uscita e farlo uscire 3 o 4 mm più in basso; il filo deve formare un anello intorno alla punta dell'ago. 

### Superfici

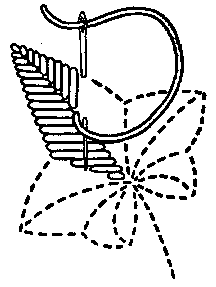
Punto piatto

Punto piatto o punto passato
Da sinistra a destra, entrare con l'ago all'estremità superiore della superficie da coprire e uscire all'estremità inferiore, appena a destra del punto precedente, tracciando una serie di punti paralleli. 

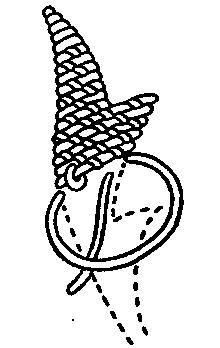
Punto broccatello

Punto stuoia o broccatello
Da destra a sinistra, lanciare un filo dal basso all'alto per tutta l'altezza del disegno, e tornare verso il basso fissandolo con dei piccoli punti sbiechi. 
Punto a festone o smerlo

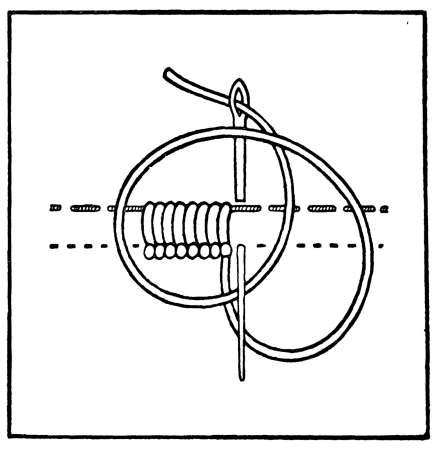
Punto festone o smerlo

Eseguire un'imbastitura lungo il tracciato del disegno. Quindi, da sinistra a destra, entrare sopra l'imbastitura, poco più a destra dell'entrata del punto precedente, e uscire dritto sotto, accanto all'uscita del punto precedente, ma sopra la gugliata.

### Rilievi

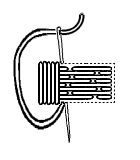
Punto pieno

Nodini

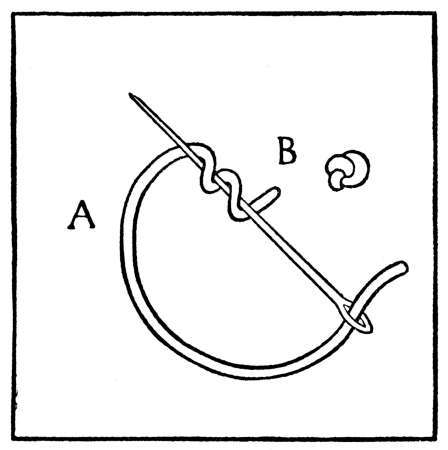
Punto nodini

Far uscire l'ago da sotto e avvolgervi intorno il filo tre o quattro volte; infilarlo a due fili dal punto di uscita, tenendo il filo teso con l'indice e il pollice della sinistra fino alla chiusura del nodino. 

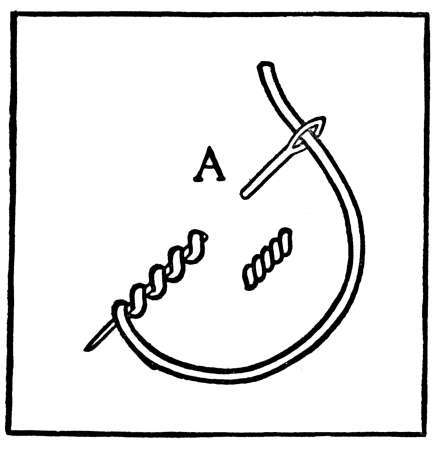
Punto vapore
Uscire ad una estremità del tratto  da disegnare, posizionare l'ago in modo che entri all'altra estremità del disegno ed esca vicino al primo punto di uscita, avvolgere il filo attorno alla punta dell'ago per una lunghezza pari a quella del disegno, tirare l'ago tenendo fermo l'avvolgimento con il pollice; far rientrare l'ago alla seconda estremità del disegno e uscire al punto successivo. 

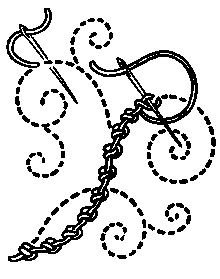
Punto Palestrina
Eseguire un punto lanciato verticale, far uscire l'ago due fili a sinistra dall'inizio del punto, passare l'ago da destra a sinistra del filo lanciato, senza prendere la tela, due volte, quindi passare l'ago nella stoffa sotto il nodo da due o tre fili a destra a due a tre a sinistra, per iniziare il punto successivo. 

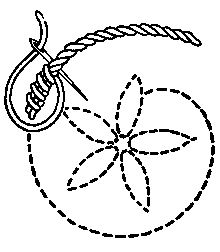
Punto riccio
Eseguire un punto erba, quindi da sinistra a destra passare sopra ogni punto un giro di filo a sopragitto. 
Punto pieno
Imbottire la zona da coprire con cotone floscio a piccole filze scambiate o punto catenella, quindi coprire con punti paralleli, come nel punto passato piatto. Per avere un maggiore spessore si possono sovrapporre più strati di punto piatto, alternando un'esecuzione verticale ad una orizzontale.

## Galleria di stili

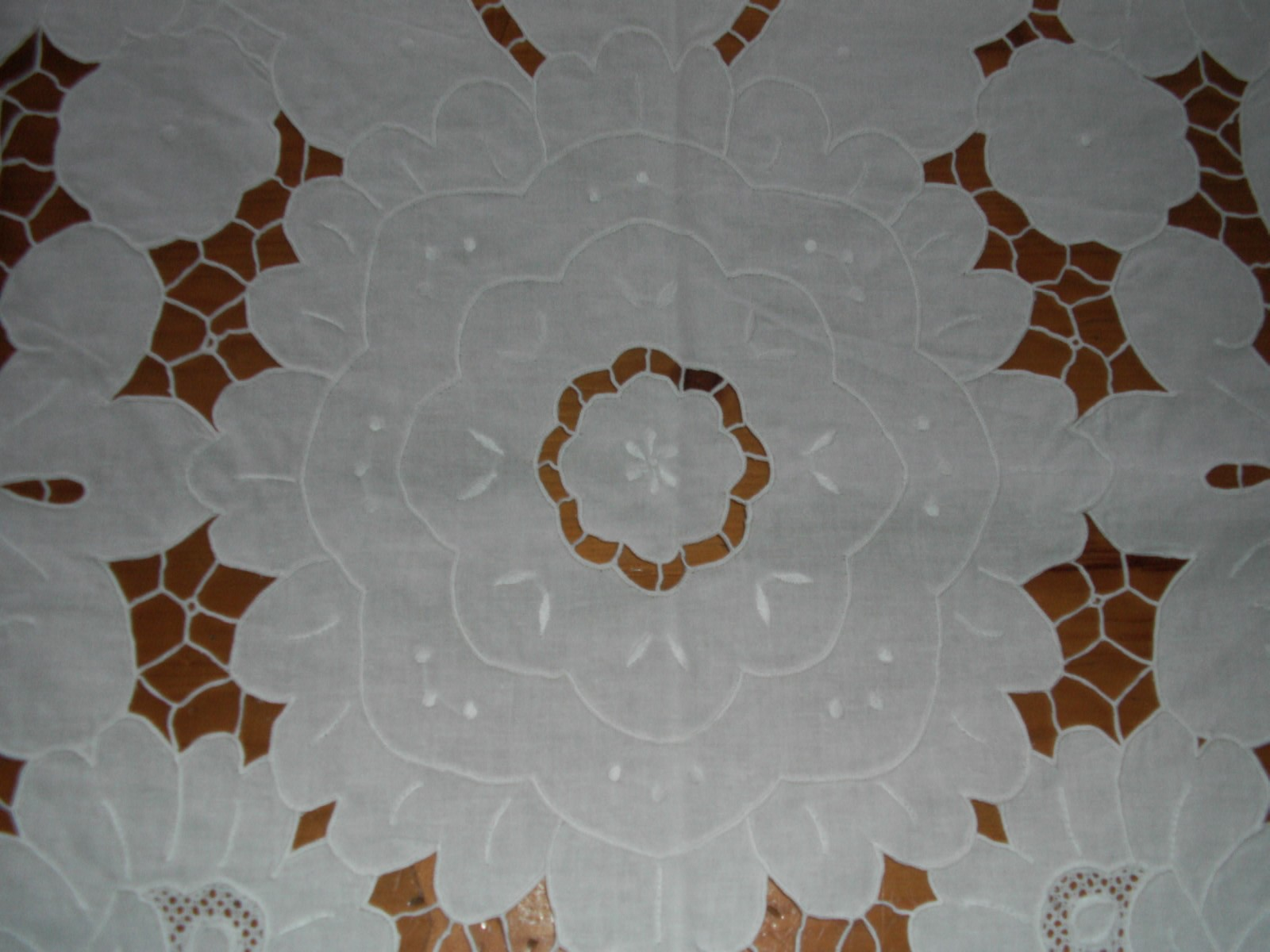
Ricamo a intaglio: punto guipure
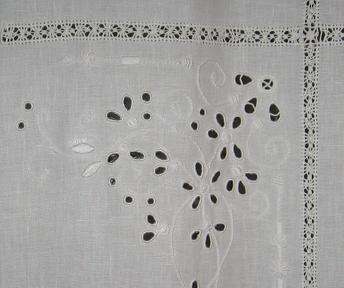
Punto inglese o Madera
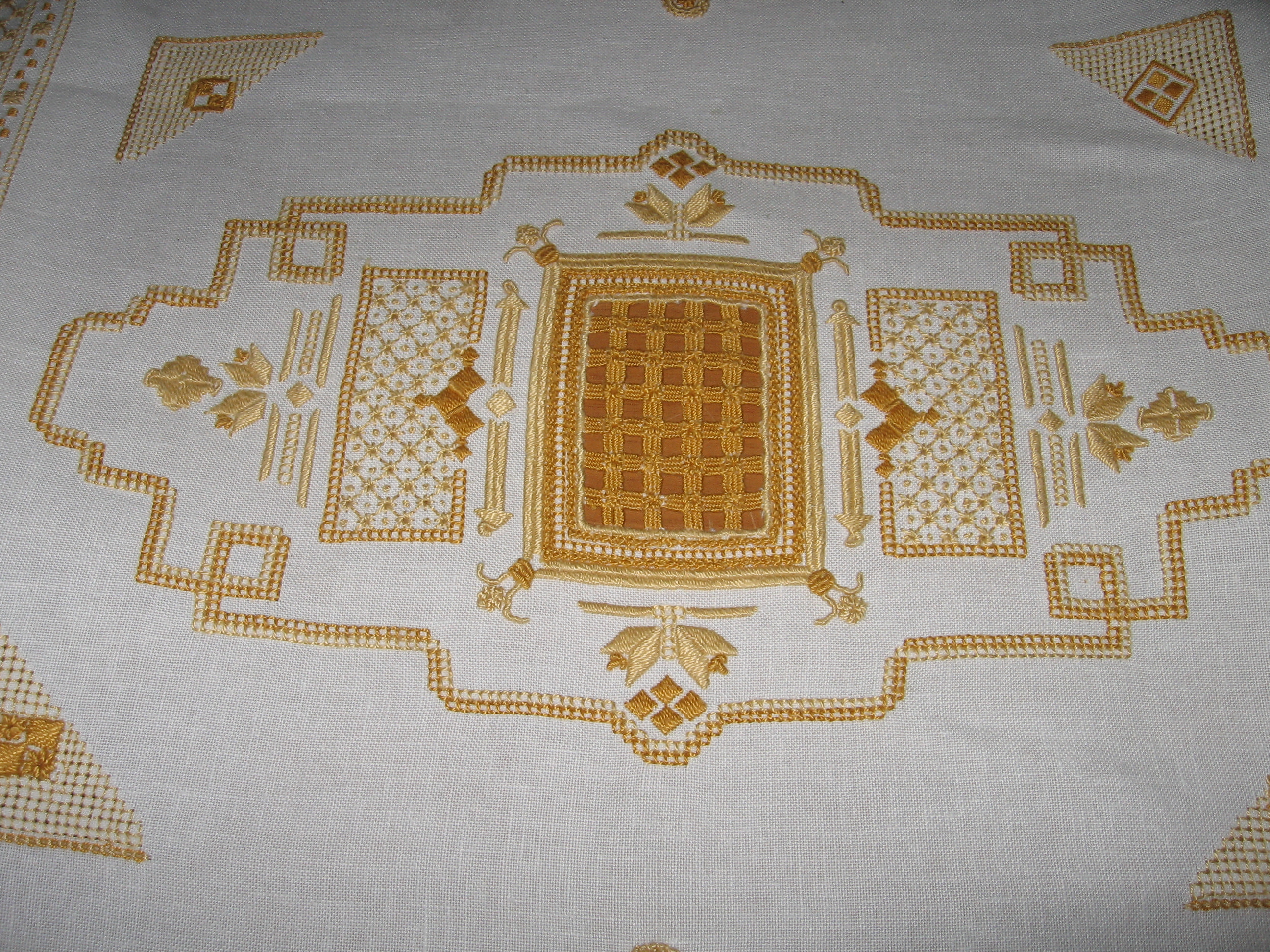
Punto antico in colore
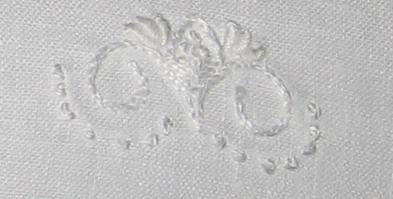
Bianco su bianco
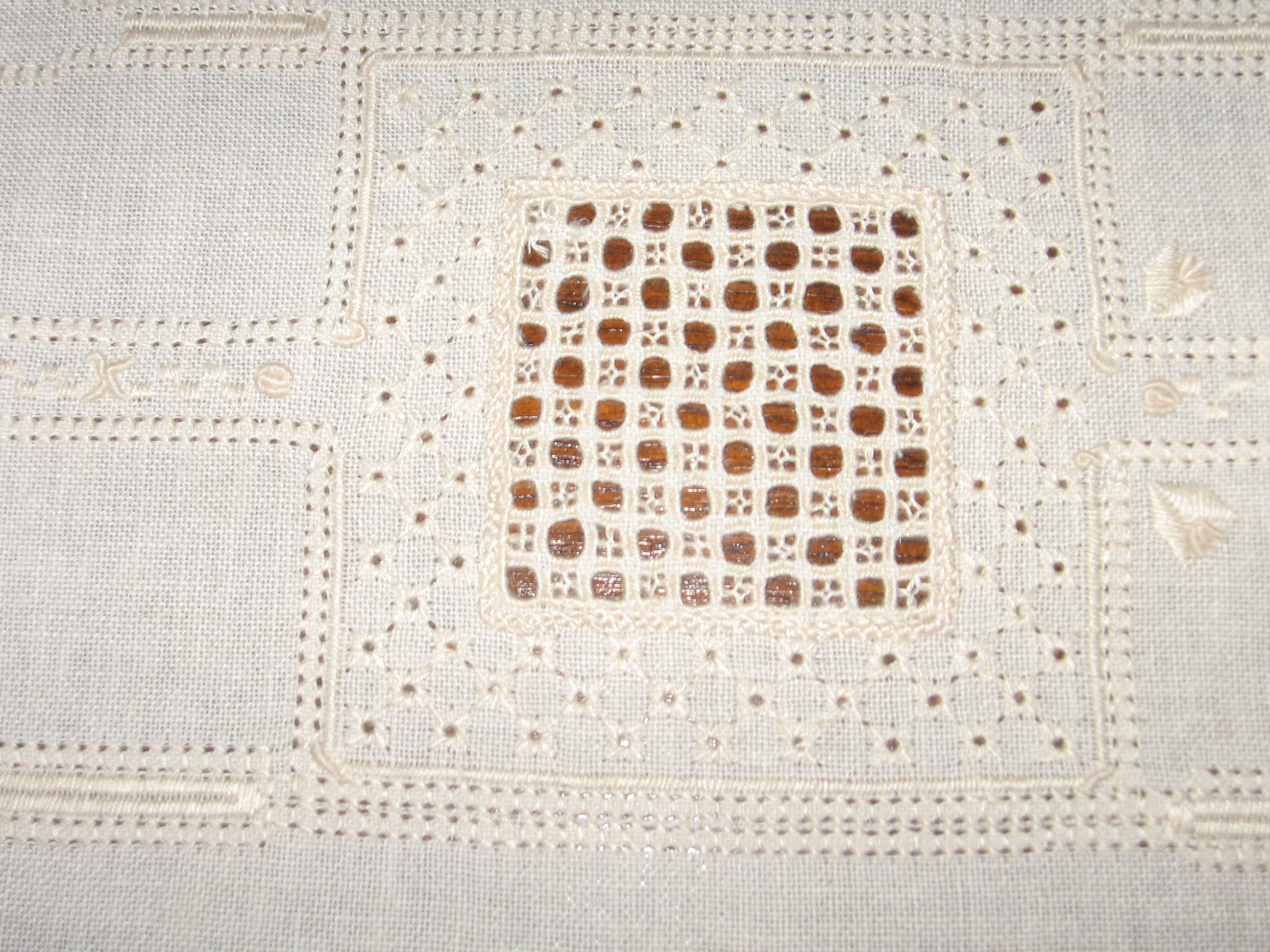
Sfilatura decorata a punto spirito e cornice a retino